# SSM-A-5 Boojum
«Бу́джум» (англ. Boojum, войсковой индекс ракеты — XSSM-A-5, индекс проекта — MX-775B, заводской индекс разработчика — N-25B) — проект межконтинентальной сверхзвуковой крылатой ракеты с ядерной боевой частью, разрабатывавшийся ракетостроительным подразделением корпорации «Нортроп» параллельно с проектом SM-62 Snark по заказу ВВС США. Ракета предназначалась для доставки атомных зарядов на сверхбольшие дистанции с высокой сверхзвуковой скоростью. Из-за технической сложности проекта и сомнений в возможности его быстрой реализации, в 1951 году программа была преобразована в более комплексную программу создания ракеты SM-64 Navaho.

## История
В марте 1946 года новообразованные Военно-воздушные силы США подписали контракт с корпорацией «Нортроп» на разработку двух видов межконтинентальных самолётов-снарядов: дозвукового MX-775 — будущего SM-62 Snark, и сверхзвукового MX-775B, также известного как SSM-A-5 Boojum. Оба снаряда должны были обладать возможностью доставить ядерный заряд непосредственно с территории Северной Америки к объекту в тылу потенциального противника (СССР). В то время как потенциал баллистических ракет был ещё неясен, крылатые ракеты, гораздо более близкие по принципам конструирования к самолётам, представлялись оптимальным решением.
Оба проекта были названы инженерами фирмы «Нортроп» именами фантастических существ из поэмы Льюиса Кэррола «Охота на Снарка». Проработка концепции ракеты, способной совершать полёт на высокой сверхзвуковой скорости, заняла немало времени и потребовала множества инженерных проработок, прежде чем в 1947 году был представлен окончательный дизайн.

## Конструкция
Финальная версия ракеты «Буджум» представляла собой снаряд сигарообразной формы с широким дельтавидным крылом. Длина его составляла порядка 26,01 м, размах крыла — 15,5 метров. Вес полностью снаряженной конструкции был равен 51000 кг. В движение «Буджум» приводили два турбореактивных двигателя J47, расположенных под крылом. Самолет-снаряд был выполнен по схеме «бесхвостка», управление осуществлялось с помощью аэродинамических плоскостей на задней кромке крыла.
Ракета должна была взлетать с рампы при помощи ракетных салазок. Также рассматривалась возможность воздушного запуска из-под межконтинентального бомбардировщика Convair B-36. После старта ракета на дозвуковой скорости забиралась на высоту 21000 метров и там, разогнавшись до 2 МаХа, осуществляла сверхзвуковой полет к цели. Наведение ракеты осуществлялось с помощью автоматической астрономической навигации, аналогичной разрабатываемой для «Снарка». На половине пути ракета отстреливала подвесной топливный бак после расходования находящегося в нём топлива.
Согласно расчётам инженеров, ракета могла доставить атомную боеголовку весом около 2300 кг на дистанцию до 5000-8000 км. Точный тип боеголовки не известен, но вероятно, это была 20-килотонная атомная боеголовка W-4, которая в 1940-х прорабатывалась для «Снарка».

## Закрытие проекта
В конце 1946 года оба проекта были пересмотрены: программу «Снарк» сочли морально устаревшей и закрыли, а программе «Буджум» дали высший приоритет. Против этого решения выступили инженеры фирмы «Нортроп», опасавшиеся, что множество предполагаемых технических проблем при разработке более сложной сверхзвуковой ракеты приведёт к затягиванию программы. В результате, в 1947 году «Снарк» вернули в разработку (инженеры предложили решить часть проблем дозвуковой ракеты путём обеспечения ей сверхзвукового противозенитного маневра вблизи цели), а программу «Буджум» перенесли в разряд долговременных исследовательских программ.
В 1951 году ВВС США, оценив масштаб проблем, вставших при разработке более простого «Снарка», сочли программу «Буджум» в её современном виде технически нереализуемой. В 1951 году разработка была переориентирована на создание более совершенной сверхзвуковой крылатой ракеты SM-64 Navaho.

## Буджум-2
Во второй половине 1950-х гг. инженеры «Нортроп» на основе «Супер Снарка» разработали новую крылатую ракету под таким же названием (индекс разработчика — N-217), проект которой был представлен на рассмотрение ВВС летом 1958 года, однако в связи с постановкой на боевое дежурство МБР SM-65D Atlas в сентябре 1959 года потребность ВВС в межконтинентальных крылатых ракетах отпала, и проект новой МКР «Буджум» был свёрнут. На базе имеющихся наработок была создана ложная цель — габаритный имитатор реактивного стратегического бомбардировщика (индекс N-218).